# Falx

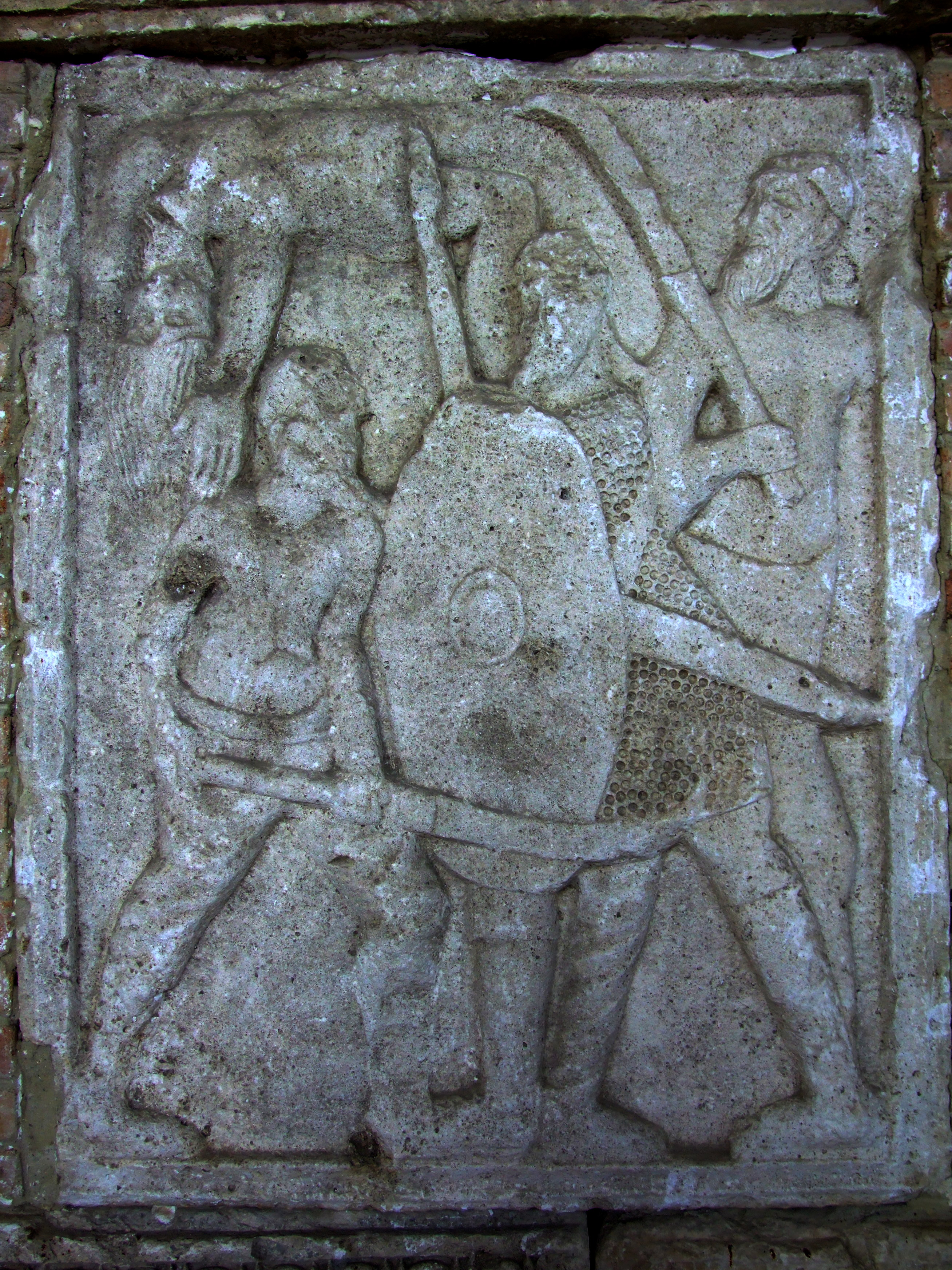
El monumento romano que conmemora la Batalla de Adamclisi muestra claramente guerreros dacios empuñando una falx a dos manos.

Falx es una palabra latina que originalmente significa hoz, pero más tarde se utilizó para nombrar a la serie de herramientas que tenían una hoja curva que era afilada en el borde interior como una guadaña.

## Falx dacia
En textos latinos, el arma fue descrita como un ensis falcatus (de ahí falcata) por Ovidio en Las metamorfosis y como hoz supina por Juvenal en sus Sátiras.
La falx dacia se produjo en dos tamaños: a una sola mano y a dos manos. La variante más corta se llamaba sica (hoz) en el idioma dacio (Valerio Máximo, III, 2.12) con una longitud de hoja que variaba, pero por lo general rondaba las 16 pulgadas (41 cm) de largo con un mango de más un tercio de la cuchilla. La falx a dos manos era un arma de asta. Consistía en un asta de madera de 3 pies (0,91 m) con una hoja de hierro curvado de casi igual longitud unida al extremo. La evidencia arqueológica indica que la falx de una sola mano también se utilizaba a dos manos.
La columna de Trajano es un monumento al emperador que conquistó la Dacia.

### Eficacia

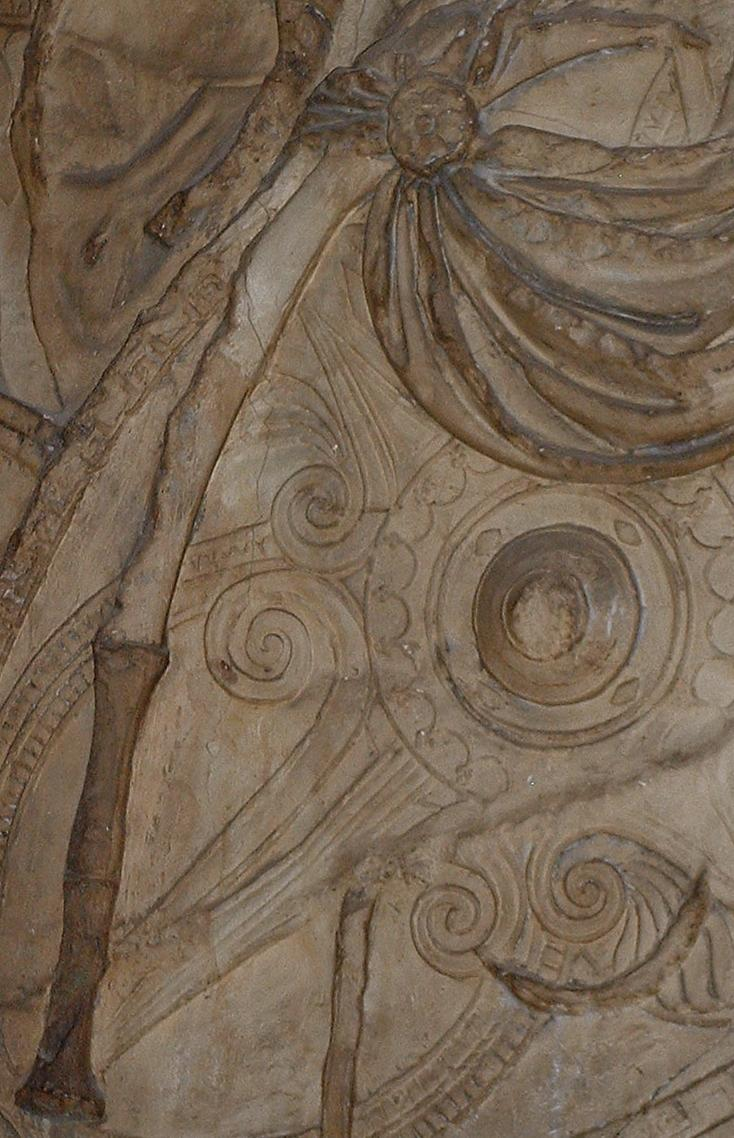
Una falx en la Columna de Trajano.

La hoja era afilada sólo en el interior y tenía fama de ser devastadoramente efectiva. Sin embargo, dejaba al usuario vulnerable porque, al ser un arma a dos manos, el guerrero no podría también hacer uso de un escudo. Se puede imaginar que la longitud de la falx a dos manos permitía ejercer gran fuerza, perforar cascos y cortar escudos. Se dice que era capaz de dividir un escudo en dos en un solo golpe. Alternativamente, podría emplearse como un gancho, quitando escudos y cortando las extremidades vulnerables, o golpear el borde de un escudo fuerte. La punta curvada hacia adentro todavía era capaz de perforar la armadura o carne del objetivo detrás del escudo, haciendo que incluso el escudo más reforzado fuera menos eficaz en la defensa contra el que portaba la falx.

## Falx Tracia
Los tracios también usaban el 'falx'. Aparte, tenían la rhompaia, un arma similar al 'falx' de dos manos pero menos curva.